# Montcabrièr (Tarn)
Montcabrièr (en francès Montcabrier) és un municipi francès situat al departament del Tarn i a la regió d'Occitània.

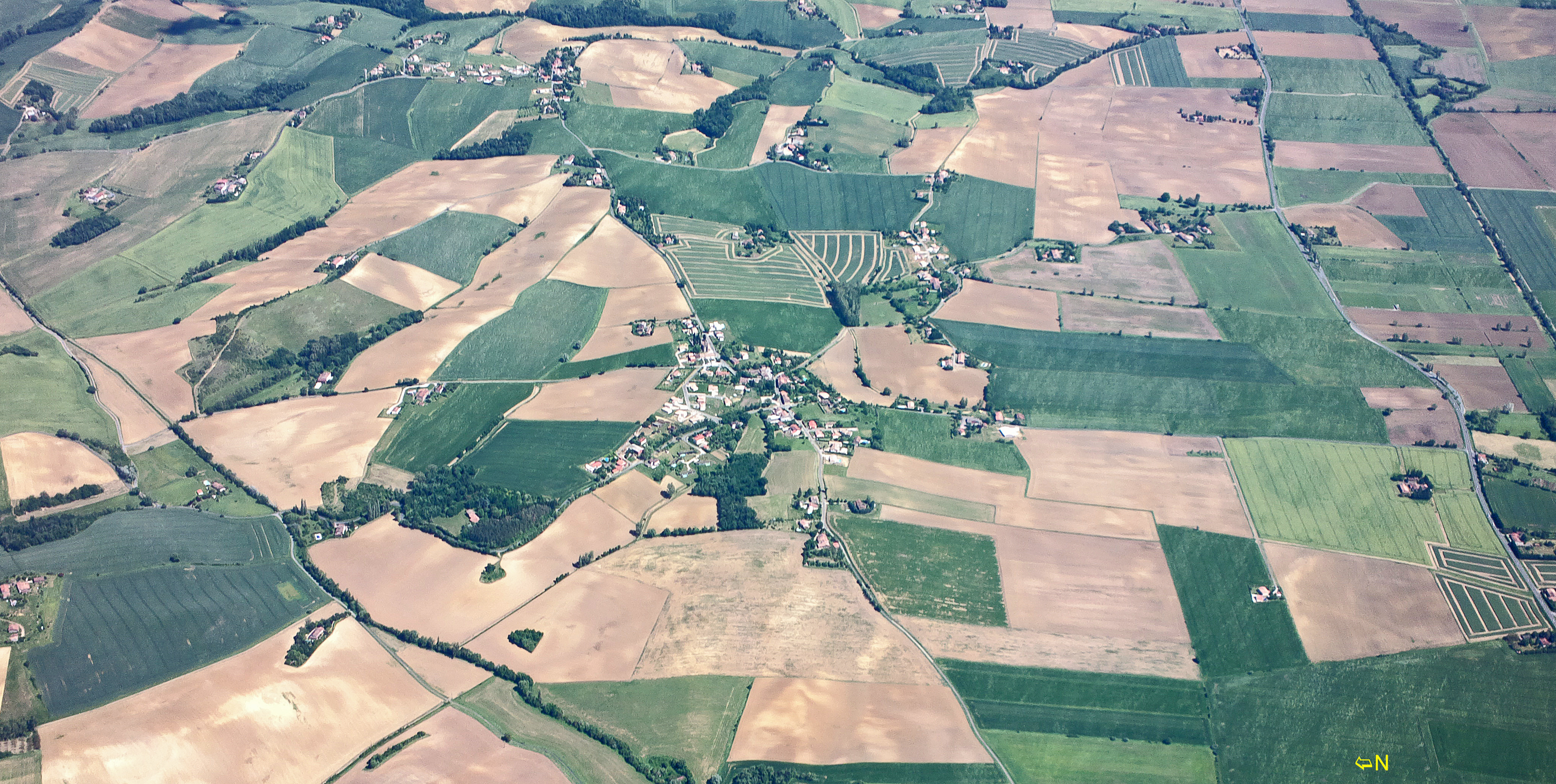
Montcabrier

## Demografia
| 1962                                       | 1968 | 1975 | 1982 | 1990 | 1999 | 2007 |
| ------------------------------------------ | ---- | ---- | ---- | ---- | ---- | ---- |
| 133                                        | 140  | 141  | 150  | 159  | 171  | 217  |
| Des de 1962: població sense dobles comptes |      |      |      |      |      |      |

## Administració
| Període | Identitat         | Partit |
| ------- | ----------------- | ------ |
| 2001-   | Patrick Cervantes |        |